# 室生赤目青山國定公園
室生赤目青山國定公園（日语：／ Murō-Akame-Aoyama Kokutei Kōen），是位在日本三重縣、奈良縣的國定公園。1970年12月28日，和愛知高原國定公園、揖斐關原養老國定公園、大和青垣國定公園同時指定。
公園涵蓋了室生寺周邊的室生高原，赤目四十八瀑布與香落溪所在的赤目溪谷，以及布引山地一帶的青山高原和高見山地。
原先是縣立自然公園，後因政府的太平洋工業地帶綠地帶保護政策，將東海自然步道的周邊區域升格為國定公園。

## 室生火山群地域

### 位置
室生火山群位於奈良縣東北部、三重縣中西部，以山岳景觀為主。
両縣交界的倶留尊山一帶有柱狀節理地形，著名景點有赤目四十八瀑布、香落溪溪谷、奈良縣宇陀市古蹟等。

### 地形地質
鐘狀火山與第三紀層火山岩侵蝕形成的柱狀節理為地形特色。
赤目峽、香落溪的岩層屬於新火山岩的石英雲母安山岩，呈暗灰色。縣界附近的大洞山、尼岳等也有獨特地形景觀。

### 植物
該地域是暖地性植物的北限地帶，也是寒地性植物的南限地帶。全體以常綠闊葉林為主，也有一些寺院維護的杉、檜人造林。高地多溫帶性落葉闊葉林，之下為暖帶性常綠闊葉林。
名物包含國家天然紀念物的室生山暖地羊齒群落、向淵·吐山鈴蘭群落、縣指定紀念物佛隆寺的櫻花巨木、曾爾村門僕神社的葉附銀杏、葛的左卷榧、東吉野村圓覺寺桂花木、鎧岳·兜岳·屏風岩的岩壁植被等。

### 文化

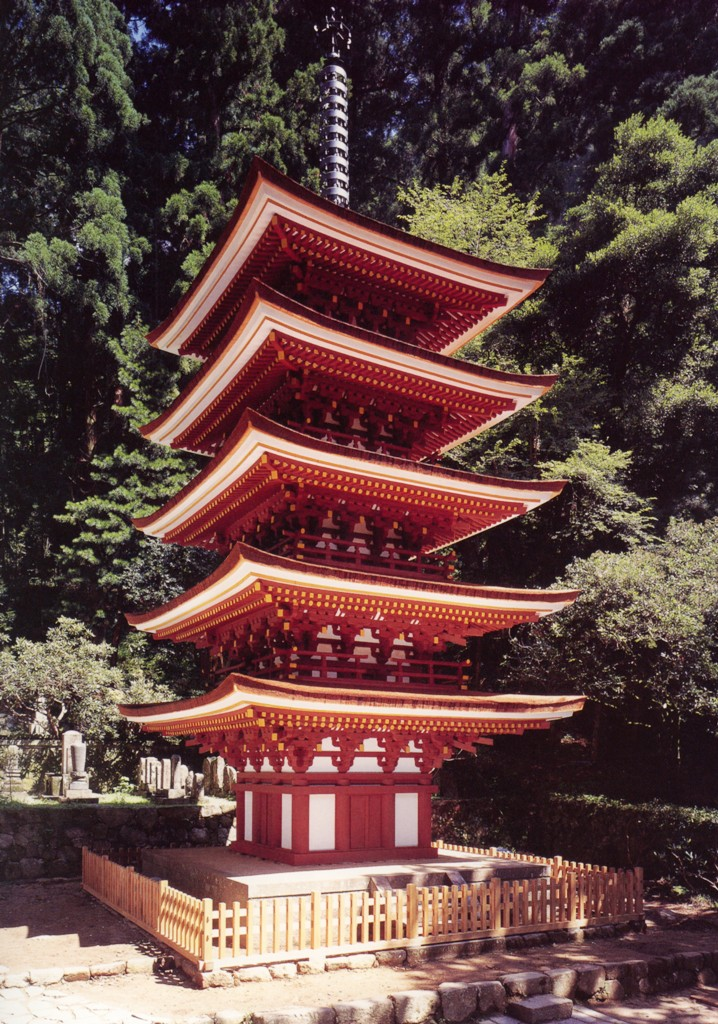
室生寺五重塔（國寶）

古代文化發展的奈良盆地往伊勢的交通要地，因此有許多文化景觀。
奈良縣宇陀市的室生寺有列為國寶的平安建築。其他重要寺院有東吉野村大字小的丹生川上神社（中社）、宇陀市的墨坂神社、宗祐寺、佛隆寺等。
三重縣赤目四十八瀑布行法道場延壽院的石造燈籠為指定文化財。其他重要寺院有津市上多氣的北畠神社、三多氣的真福院等。

### 景觀

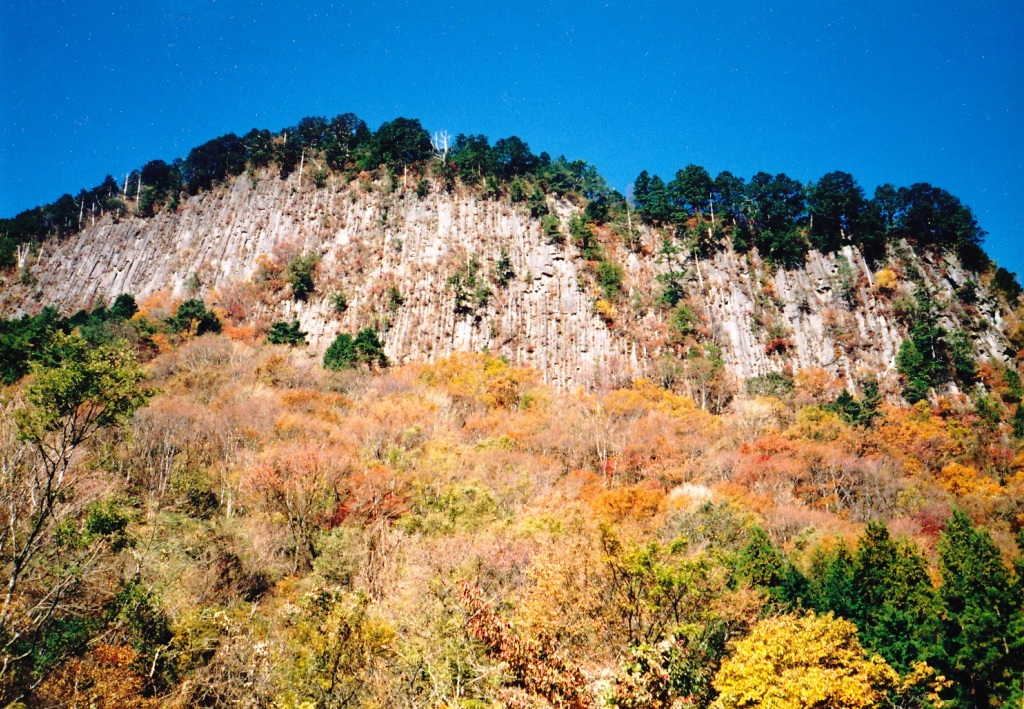
屏風岩（國家天然紀念物「屏風岩、兜岩與鎧岩」）

- 赤目四十八瀑布（日语：赤目四十八滝）

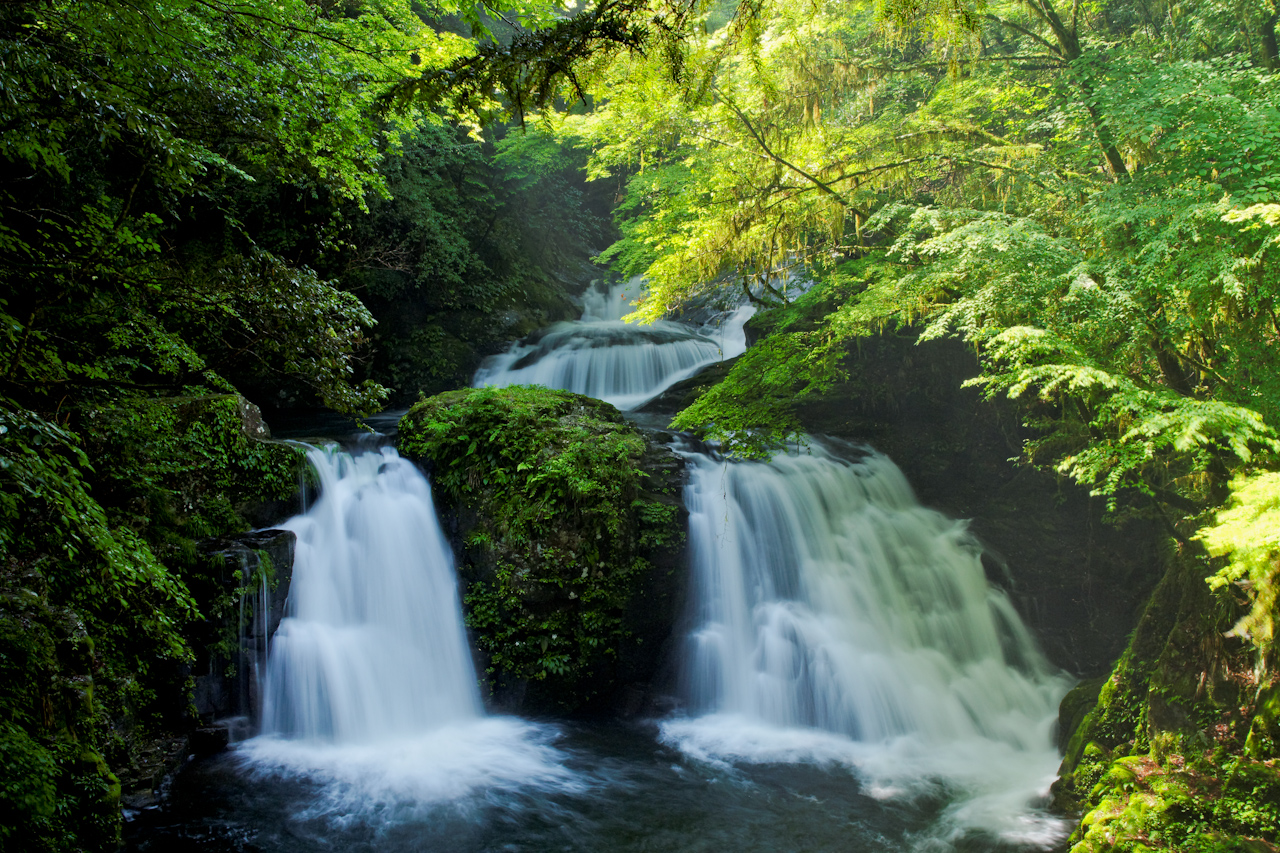
荷擔瀑布（赤目四十八瀑布）

名張川（日语：名張川）支流丈六川眾多瀑布的總稱。特色為室生火山群獨特的典型侵蝕岩壁、奇岩，瀑布底池也較深。
入選日本瀑布百選。
- 香落溪（日语：香落渓）
香落溪是名張川支流青蓮寺川的溪谷，有壯大的柱狀節理斷崖。
- 奧香落
奧香落是香落谷小太郎岩開始的一連串山岳景觀，與曾爾三山同為室生火山群的代表地質景觀。
廣義上還涵蓋古光山、龜山、倶留尊山、曾爾高原（日语：曽爾高原）。
- 倶留尊山（日语：倶留尊山）
位於奈良縣與三重縣交界上的該區域最高峰，是室生火山群的海拔1,037公尺塊狀火山。三重縣側可見急峻柱狀節理，山麓的池之平高原是優美的山村風景。奈良縣側則有廣大的原野，曾爾高原是廣大的芒草原。

- 曾爾三山
曾爾三山是鎧岳、兜岳、屏風岩的合稱（屏風岩、兜岩與鎧岩），為國家天然紀念物[3]。
鎧岳外型如鎧甲，兜岳外型如鍬形頭盔。屏風岩是東北－西南走向約2公里、高約200公尺的柱狀節理斷崖。
- 室生寺
奈良時代末期由興福寺系僧侶所創建的山寺。
寺內有平安時代初期的佛像、繪畫，金堂、五重塔是平安時代初期建築。
- 大和高原南部地區
該區域是初瀨宇陀川斷層崖形成的貝平山（822m）、香醉峠（564m）、額井岳（日语：額井岳）（821m）所在的大和高原南限。貝平山發現許多二枚貝等化石。額井岳的端正山容又名「大和富士」。
- 鳥見山（日语：鳥見山）
鳥見山上有神武天皇平定大和時祭拜皇祖神靈的鳥見山靈畤。
- 大洞山（日语：大洞山 (三重県)）、尼岳（日语：尼ヶ岳）一帶
大洞山是典型的火山穹丘，從中太郎生東方至三多氣是類似倶留尊山山麓池之平的高原。
從青山高原所在的布引山地（日语：布引山地）尼岳、大洞山山麓，經倶留尊山山麓的池之平與奈良縣界龜山峠、御龜池至室生寺的東海自然步道，是公園的主要使用路徑。

## 三峰山地

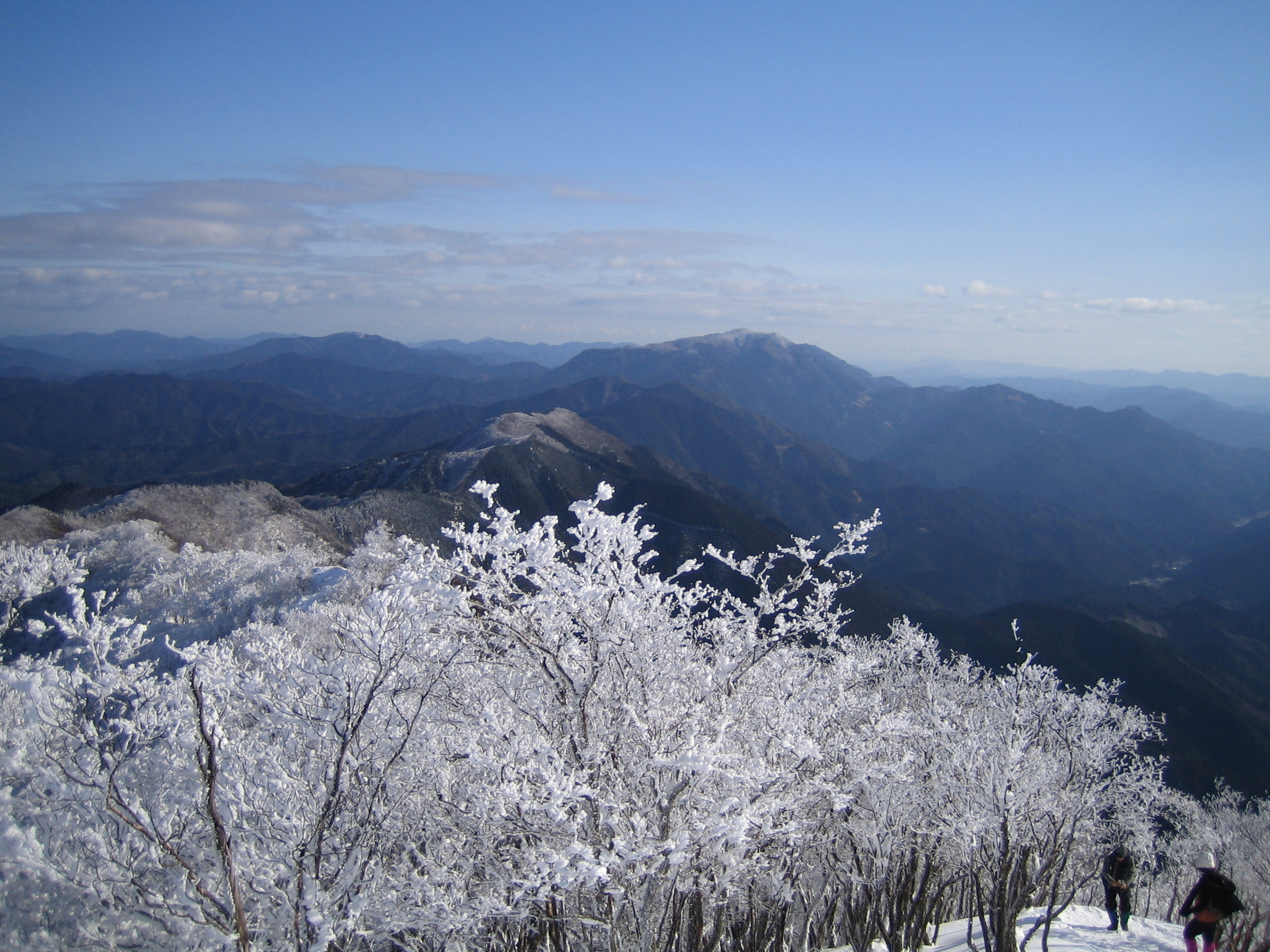
高見山

### 位置
從室生火山群大洞山往南的三重、奈良邊界山地，東南連台高山脈，主峰是標高1,235.6公尺的三峰山。三峰山西南方的八丁平是平坦的芒草高原，並有白五葉杜鵑群落。除了能俯瞰室生火山群，西方有山容優美的高見山（1,249.2公尺），南通台高山脈，可遠眺吉野熊野國立公園大台山系的日出岳。東方可一覽伊勢灣，晴朗是還可見遠方的富士山。

### 地形地質
該區域不同於青山高原、室生火山群，以中央構造線的花崗岩類為主。位於三重、奈良邊界，有三峰山、白髪山（920公尺）等1,000公尺級山峰。南側有數百公尺的斷崖，但連結室生火山群山麓的西側地形和緩。高見山南側鞍部的高見峠是櫛田川（三重縣）、吉野川（奈良縣）的分水嶺，也是地形、行政的邊界。飯高町月出月出中央構造線是指定為日本國家天然紀念物的中央構造線大型露頭。

### 植物
與室生火山群同樣是暖地性植物北限、寒地性植物南限。高處有寒地性植物，山腰以下是暖地性植物。三峰山周邊濕原的白五葉杜鵑（五葉杜鵑）在開花期為大地添上一片雪白。濕原周圍至高見山稜線有日本山毛櫸原生林。

### 文化
該地域位於舊伊勢街道（現在國道166號）旁，是紀州侯參勤交替與伊勢神宮參拜的主幹道路，高見山峠附近的波瀨有許多史跡。高見山頂的高角神社與山腰的口窄天開山泰運寺（梵鐘列為三重縣指定有形文化財）有貴重史跡。

### 景觀
三峰山地一帶位於室生火山群與台高山脈之間，並沒有突出的地形，但有珍貴的日本山毛櫸原生林與濕原白五葉杜鵑群落。文化上，泰運寺、和歌山街道（三重縣稱伊勢街道）旁有陣屋跡等史蹟。

## 台高山脈

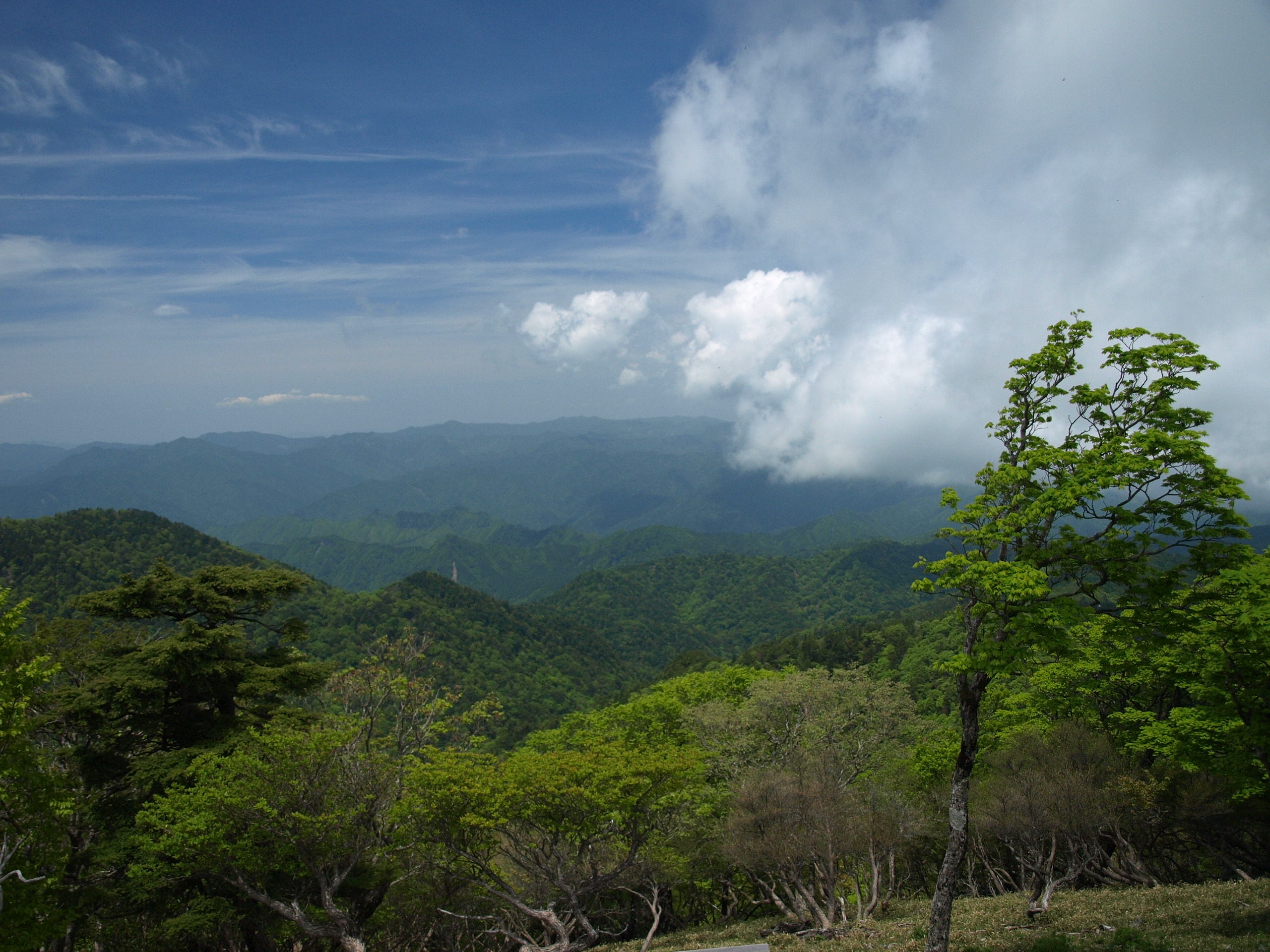
大台原山眺望北方台高山脈

### 位置
位於三重縣最西部，最內部在奈良縣界，南連大台山系，是標高在1,300公尺左右的山岳地帶。

### 地形地質
位於紀伊山地東部的三重、奈良兩縣交界，是連結大台原、南北綿延30多公里的山群。地質為古老的沉積岩，三重縣櫛田川上游、奈良縣吉野川支流高見川、四鄉川、中奧川上游形成深V型溪谷。山勢急峻，岩石、瀑布多。

### 植物
國見山（1,418.7公尺）、池木屋山（1,396.9公尺）、白倉山（1,226.0公尺）的海拔700公尺以上一帶是以日本山毛櫸為主的溫帶性落葉闊葉林，特別集中在三重縣側。700公尺以下則多杉、檜人造林。由於奈良縣側的地形比三重縣的地形平緩，杉、檜人造林延伸到較高處。
三重縣側的急峻溪谷（蓮、宮之谷、江馬小屋、奧之平的各溪谷）旁有石楠花與奇岩、瀑布等地形景觀。周邊一帶有大量杜鵑花。國見山東側鞍部的明神平一帶有貴重的白澤氏槭。

### 景觀
- 香肌峽
三重縣櫛田川的上游。舊伊勢街道（又稱和歌山街道）的國道166號線沿著溪谷可至高見峠。溪谷兩岸的山區有部石楠花、杜鵑花與天然紀念物百足蘭（ムカデラン）群落。另外也有獼猴、日本髭羚、白頰鼯鼠、鹿、山豬等動物。舊飯高町役場所在的宮之前至森之間的16公里區段有多座奇岩，秋天紅葉期展現宏偉的自然景觀。由於溪中有香魚、尼子（アメゴ）（英语：サツキマス），也是釣客的垂釣地點。
櫛田川中段有條支流稱做蓮川。該處的宮之溪、江馬小屋溪兩岸有屹立的岩石、原始林，其急峻山容、大小無數的瀑布展現原始的溪谷之美。

- 高見川溪谷
位於奈良縣側的溪谷，與三重縣相比地形平緩、規模較小小（おむら）附近展現神秘的溪谷美。
- 台高山脈（日语：台高山脈）、山頂一帶
南連大台山脈、西通高見山的三峰山地、西北部為室生火山群，山頂景色優美，周邊區域是廣闊的日本山毛櫸原生林。
國見岳東南鞍部的明神平一帶是平坦的台地，冬季為滑雪場。周邊也有日本山毛櫸原生林。

## 青山高原

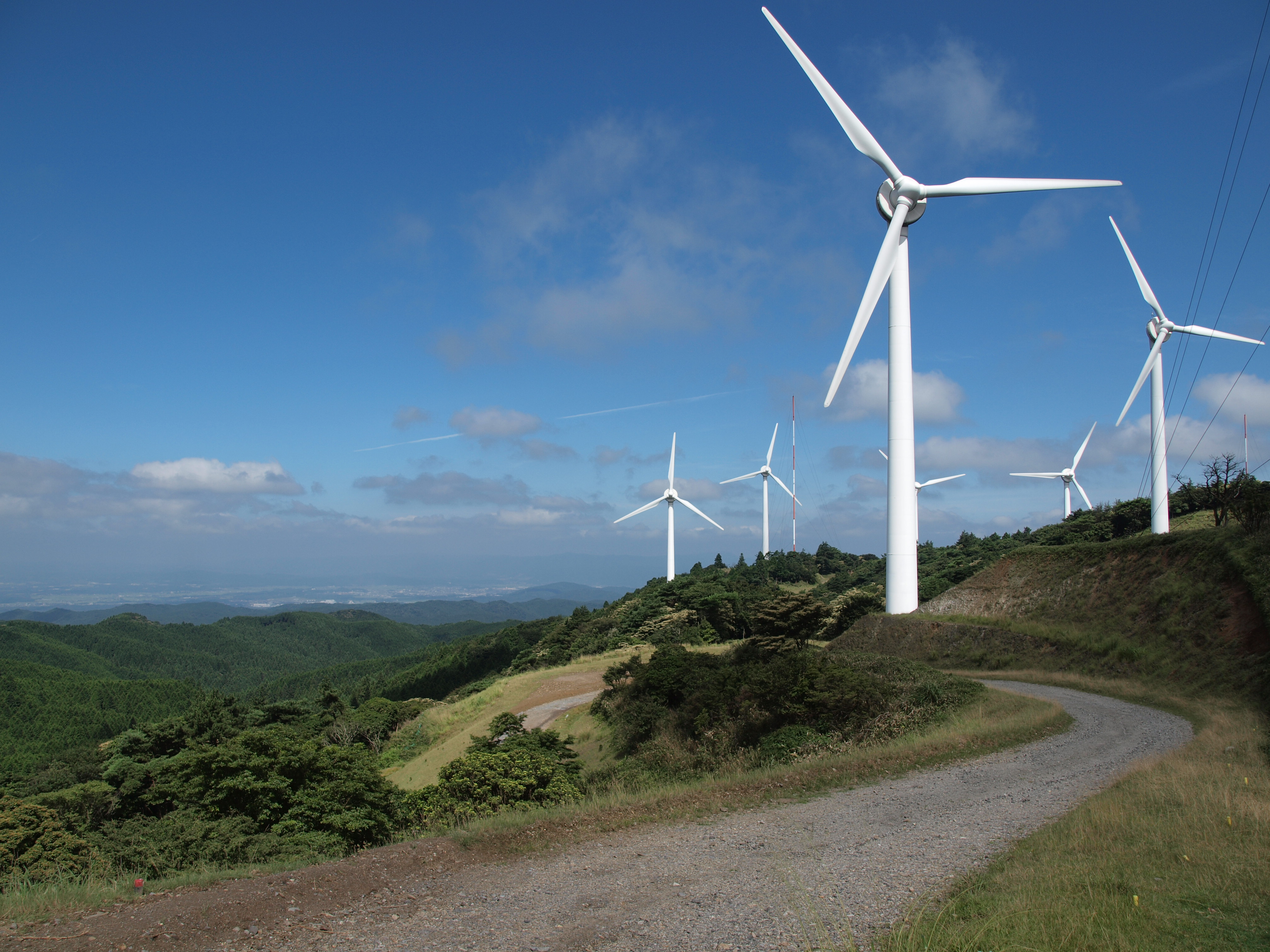
青山高原風力發電廠

### 位置
笠取山（標高844.6公尺）為代表的青山高原是三重縣西北部標高700〜800m公尺的丘陵地帶。

### 地形地質
本地帶主峰為笠取山，是青山峠至髻丘的南北向高原地帶，地質屬第三紀層及中生層的花崗岩。
面對伊勢平野的東側山坡已開發為耕地。西側地形較為急峻，以森林為主。

### 植物
本地域平均標高500公尺，同樣是暖地性植物北限、寒地性植物南限。高處大部分是芒草草原。本地的代表群落有馬醉木、日本冬青、杜鵑花等。山腰中段西側有杉、檜人造林。縣天然紀念物的奧山愛岩社（通稱權現神社）境內林是此地珍貴的天然林，以日本山毛櫸為主。

### 文化
受大和地方影響，文化景觀多。笠取山麓的新大佛寺是在治承4年（1180年）由曾重建東大寺大佛殿的俊乘坊重源上人所創建的寺院，由於該地是東大寺的莊園因而稱新大佛寺。後世是祈雨名寺，有許多信眾從大阪、河內、大和等方向前來參拜。
新大佛寺內有多個重要文化財。松尾芭蕉在「奧之細道」返程時曾在此留下俳句。

### 景觀
本地是分隔伊賀與伊勢的丘陵地帶，東方可一覽伊勢平野、伊勢灣，並可遠眺愛知縣知多半島，南方可眺望吉野熊野國立公園大台原（1,456公尺），西臨伊賀盆地與笠置山地。

## 主要景點、觀光設施
- 室生寺
- 赤目四十八瀑布（日语：赤目四十八滝）
- 香落溪（日语：香落渓）
- 青山高原（日语：青山高原）
- 美伊娜多青山渡假村（日语：メナード青山リゾート）

等

## 關連市町村
- 三重縣 - 名張市、津市、伊賀市、松阪市
- 奈良縣 - 櫻井市、奈良市、宇陀市、曾爾村、御杖村、東吉野村

## 關連項目
- 國定公園

## 外部連結
- 室生赤目青山國定公園 （页面存档备份，存于） - 奈良縣
- 室生赤目青山國定公園 （页面存档备份，存于） - 三重縣